# Conférence épiscopale des Antilles

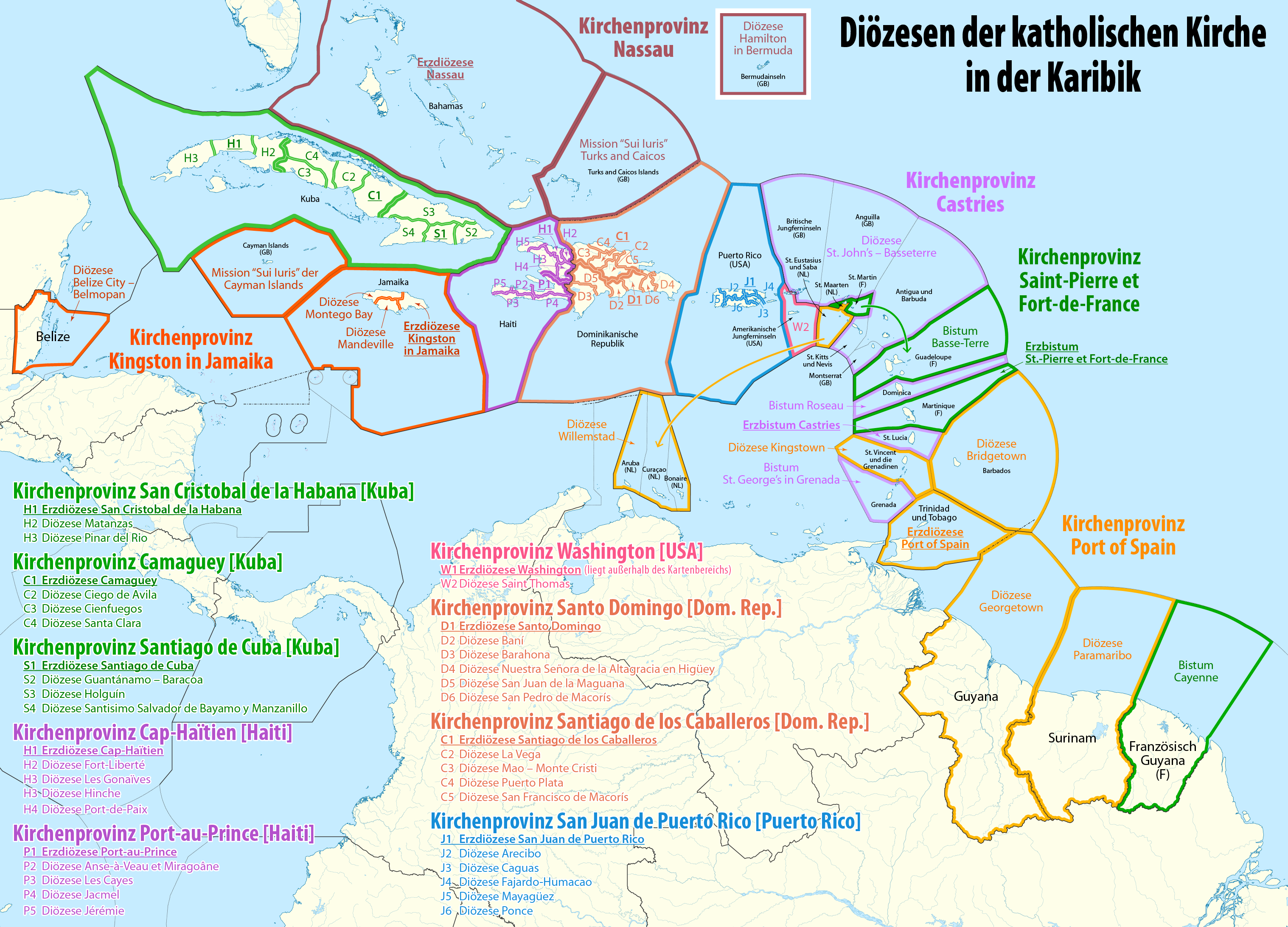
Carte de la juridiction territoriale des archidiocèses et diocèses antillais.

La Conférence épiscopale des Antilles (en anglais : Antilles Episcopal Conference) est une conférence épiscopale de l’Église catholique qui regroupe les diocèses de la Caraïbe. Elle est membre de la Conférence des Églises de la Caraïbe (œcuménique) et du Conseil épiscopal latino-américain (catholique romain).

## Diocèses membres
| Diocèse                              | Évêque                | Territoire                                                                                  |
| ------------------------------------ | --------------------- | ------------------------------------------------------------------------------------------- |
| Archidiocèse de Castries             | Robert Rivas, O.P.    | Sainte-Lucie                                                                                |
| Diocèse de Kingstown                 | Gerard County, C.S.Sp | Saint-Vincent-et-les-Grenadines                                                             |
| Diocèse de Roseau                    | Kendrick Forbes       | Dominique                                                                                   |
| Diocèse de Saint-Georges en Grenade  | Clyde Harvey          | Grenade                                                                                     |
| Diocèse de Saint John's - Basseterre | Robert Llanos         | Antigua-et-Barbuda Saint-Christophe-et-Niévès Montserrat Anguilla Îles Vierges britanniques |

| Diocèse                                        | Évêque                                            | Territoire                               |
| ---------------------------------------------- | ------------------------------------------------- | ---------------------------------------- |
| Archidiocèse de Fort-de-France et Saint-Pierre | David Macaire, O.P. ; Michel Méranville (émérite) | Martinique                               |
| Diocèse de Basse-Terre et Pointe-à-Pitre       | Philippe Guiougou ; Jean-Yves Riocreux (émérite)  | Guadeloupe Saint-Barthélemy Saint-Martin |
| Diocèse de Cayenne                             | Alain Ransay ; Emmanuel Lafont (émérite)          | Guyane                                   |

| Diocèse                              | Évêque | Territoire   |
| ------------------------------------ | --- | ------------ |
| Archidiocèse de Kingston en Jamaïque | Kenneth Richards ; Charles Henry Dufour (émérite) ; Donald Reece (émérite) ; Edgerton Roland Clarke (de) (émérite) | Jamaïque     |
| Diocèse de Mandeville                | vacant Gordon Bennett, S.J (émérite)                                                                               | Jamaïque     |
| Diocèse de Montego Bay               | Burchell McPherson                                                                                                 | Jamaïque     |
| Diocèse de Belize City-Belmopan      | Lawrence Sydney Nicasio ; Christopher John Glancy, C.S.V (auxiliaire) ; Osmond Martin (émérite)                    | Belize       |
| Mission sui juris des Îles Caïmans   | Allen Henry Vigneron ; Adam Joseph Maida (émérite)                                                                 | Îles Caïmans |

| Diocèse                                       | Évêque                                               | Territoire              |
| --------------------------------------------- | ---------------------------------------------------- | ----------------------- |
| Archidiocèse de Nassau                        | Patrick Pinder                                       | Bahamas                 |
| Diocèse de Hamilton aux Bermudes              | Wiesław Śpiewak, C.R. ; Robert Kurtz, C.R. (émérite) | Bermudes                |
| Mission sui juris des îles Turques-et-Caïques | Joseph Tobin, C.Ss.R                                 | Îles Turques-et-Caïques |

| Diocèse                        | Évêque                                                                                                 | Territoire                                             |
| ------------------------------ | --- | ------------------------------------------------------ |
| Archidiocèse de Port-d'Espagne | Charles Jason Gordon; Joseph Everard Harris, C.S.Sp (émérite); Edward Gilbert, C.Ss.R. (émérite)       | Trinité-et-Tobago                                      |
| Diocese de Bridgetown          | Charles Jason Gordon (admin. apostolique) ; Anthony Dickson (émérite) ; Malcolm Gault C.S.Sp (émérite) | Barbade                                                |
| Diocèse de Georgetown          | Francis Dean Alleyne, O.S.B.; Benedict Singh (émérite)                                                 | Guyana                                                 |
| Diocèse de Paramaribo          | Karel Choennie ; Wilhelmus de Bekker (émérite) ; Aloysius Zichem, C.Ss.R. (émérite)                    | Suriname                                               |
| Diocèse de Willemstad          | Luigi Secco, S.D.B.                                                                                    | Aruba Curaçao Saint-Martin Bonaire Saint-Eustache Saba |

| Diocèse                 | Évêque                                                     | Territoire                  |
| ----------------------- | ---------------------------------------------------------- | --------------------------- |
| Diocèse de Saint-Thomas | Herbert Armstrong Bevard ; Elliot Griffin Thomas (émérite) | Îles Vierges des États-Unis |

## Sanctuaires
La conférence épiscopale semble avoir une certaine tolérance concernant l’utilisation du terme de « sanctuaire national », par rapport à la définition officielle qui lui donne à elle-seule le droit de déclarer ainsi un sanctuaire. Cela doit s’expliquer par le fait qu’elle est multi-nationale, et aussi par le fait que la dénomination a été utilisée régulièrement dans la région avant la publication de la définition officielle. Il est donc difficile de comprendre si la conférence épiscopale a réellement élevé des sanctuaires à ce rang. Le site gcatholic.org en propose quatre :
- à la Barbade, l’église Saint-Dominique de Welches[2], appelée « sanctuaire national » en 2016 par l’évêque du diocèse de Bridgetown[3] ;
- à Sainte-Lucie, le sanctuaire Sainte-Lucie de Micoud[4],[5] ;
- à Trinité-et-Tobago :
  - le sanctuaire Notre-Dame de Laventille[6], nommé « sanctuaire national » par l’archevêque Patrick Finbar Ryan (en) en 1943[7] ;
  - le sanctuaire du Saint-Rosaire de Port-d’Espagne[8].

On ajouterait bien à cette liste l’église Saint-Luc de Pointe-Michel à la Dominique, aussi sanctuaire Notre-Dame-de-La-Salette, décrite comme un « sanctuaire national » en 1983 par l’évêque de Roseau d’alors, Arnold Boghaert (en).